# 7ª Armata (Regio Esercito)
La 7ª Armata è stata una grande unità del Regio Esercito Italiano della prima e della seconda guerra mondiale.

## Storia

### Prima guerra mondiale
La 7ª Armata delle Giudicarie venne costituita a Brescia il 25 febbraio 1918 al comando del Tenente generale Giulio Cesare Tassoni e alle dipendenze il III Corpo d'armata del Tenente generale Vittorio Camerana e il XXV Corpo d'armata del Tenente generale Edoardo Ravazza; schierata dallo Stelvio al Garda la 7ª Armata ha condotto, in particolare, azioni offensive nel settore Monticelli–passo del Tonale. Dopo aver retrocesso nella seconda battaglia del Piave, l'Armata delle Giudicarie svolse un ruolo fondamentale nella battaglia di Vittorio Veneto, con il Brigadier generale Federico Baistrocchi comandante dell'artiglieria d'armata e il colonnello Lelio Gaviglio comandante di aeronautica dell'armata.
Il Comando della 7ª Armata venne sciolto il 18 novembre 1918 e pochi giornio dopo la sua Intendenza passò alle dipendenze della 9ª Armata.

### Seconda guerra mondiale
Nel settembre 1939 venne ricostruito il Comando 7ª Armata e nuovamente sciolto il 14 dicembre dello stesso anno, la 7ª Armata venne ricostituita, al comando di Sua Altezza Reale generale designato d'armata Filiberto di Savoia-Genova, il 12 giugno 1940, due giorni dopo l'entrata in guerra dell'Italia nel secondo conflitto mondiale inquadrando il VII e l'VIII Corpo d'armata e trasferita a Torino a partire dal 17 giugno per essere destinata alla frontiera occidentale dove giunse ad organico completo il 24 giugno, non partecipando a nessuna azione per il sopravvenuto armistizio con la Francia, svolgendo esclusivamente ruolo di riserva generale e venne sciolta il 31 ottobre 1940.
La 7ª Armata venne ricostituita il 30 settembre 1941 con il compito di difendere le coste della Sardegna, della Puglia, della Campania e del Lazio, schierando rispettivamente nell'ordine, in attuazione delle direttive il XIII, il IX, il XXX e il XVII Corpo d'armata. Il comando della grande unità militare venne assegnato a Sua Altezza Reale generale designato d'armata Adalberto di Savoia-Genova, fratello di Filiberto di Savoia-Genova.
Il 10 aprile la 7ª Armata cedette il XIII e il XVII Corpo d'armata alla 5ª Armata e con essi la responsabilità dei territori in giurisdizione agli stessi, ricevendo alle proprie dipendenze il XXXI Corpo d'armata cui venne affidata la difesa della Calabria e il 1º maggio il XIX Corpo d'armata, mentre rimasero alle dipendenze della grande unità militare il IX e il XXX Corpo d'armata; quest'ultimo nel dicembre 1942 venne trasferito, al comando del generale Vittorio Sogno in Tunisia dove assunse la giurisdizione sulle truppe della 50ª Brigata speciale di fanteria e della Divisione "Superga", schierate nel settore costiero Susa-Sfax, e posto alle dipendenze della 5ª Armata corazzata tedesca.
Nel corso del 1943 la 7ª Armata ha continuato la sua attività nell'Italia meridionale. Il 1º agosto 1943 Adalberto di Savoia-Genova venne sostituito al comando della 7ª Armata dal Generale di corpo d'armata Mario Arisio, che il 20 agosto fu nominato generale designato d'armata.
Dal 3 settembre, le unità del XXXI Corpo d'armata, schierate a difesa delle coste calabre, contrastano lo sbarco delle forze anglo americane nelle zone di Reggio Calabria, di Palmi e di Bagnara Calabra rallentandone l'avanzata, impegnandole in duri reiterati combattimenti lungo i contrafforti dell'Aspromonte. In conseguenza degli eventi che seguirono l'armistizio dell'8 settembre 1943, il 9 settembre il Comando della 7ª Armata lasciò il quartier generale di Potenza, trasferendosi a Francavilla Fontana in Provincia di Brindisi con buona parte del suo stato maggiore, per poi trasferirsi a Monteroni di Lecce il 1º ottobre 1943.
L'11 settembre la 7ª Armata perse il XIX Corpo d'armata, che sciolto a Santa Maria Capua Vetere in conseguenza delle vicende che seguirono l'armistizio venne trasformato Comando FF.AA. della Campania, e la 7ª Armata rimase articolata sul IX, XXXI e LI Corpo d'armata, costituito il 14 settembre; la 7ª Armata venne definitivamente sciolta il 24 novembre 1943.

## Comandanti
1ª guerra mondiale
- Tenente generale Giulio Cesare Tassoni

2ª guerra mondiale
- Generale designato d'armata S.A.R. Filiberto di Savoia-Genova Duca di Pistoia (10 settembre 1939 -31 ottobre 1940)
- Generale designato d'armata S.A.R. Adalberto di Savoia-Genova Duca di Bergamo (1 ottobre 1941 – 1 agosto 1943)
- Generale di corpo d'armata Mario Arisio (1 agosto – 8 settembre 1943)